# Javier Payeras
Javier Antonio Payeras (Ciudad de Guatemala, 6 de febrero de 1974) es un poeta, novelista, ensayista y artista visual centroamericano. Es uno de los intelectuales destacados que surgieron después del conflicto armado interno y forma parte de la llamada «Generación de Posguerra» que tuvo como punto de confluencia la Editorial X.
A partir del año 1998 se incorpora al movimiento emergente llamado Casa Bizarra, un proyecto de artistas jóvenes que introducen un híbrido de corte urbano y manifiesta displicencia con las tendencias artísticas comprometidas políticamente durante el conflicto armado interno en Guatemala.
Fue co-curador del festival Octubreazul en el año 2000, director de la Fundación Colloquia de Arte Contemporáneo.
Ha sido incluido en el Diccionario de Autores y Críticos Guatemaltecos escrito por Francisco Alejandro Méndez.
En el año 2023 fue premiado en el Festival Internacional de Cine Ícaro en la categoría de "Mejor relato literario para cine" por su novela corta "La Sirena" y en el año 2022 le fue entregado el Galardón Artes Narrativas, durante el 2.º Festival panhispánico de poesía en Alcalá de Henares.
Su obra–completa o parcialmente- ha sido traducida al inglés, alemán, francés, italiano, portugués y bengalí. Actualmente escribe para http://revistapenultima.com/.

## Obra
Novela
- Imágenes para un View-Master, Punto de Lectura, Random House (2011).
- Limbo, Magnaterra editores, (2011 y 2019).
- Días Amarillos,[7] Magna Terra-Soros (2009)
- Afuera[8]/ Magna Terra Editores (2006)
- Ruido de Fondo[9] Magna Terra Editores (2003), 2.ª edición Piedra Santa, (2006)

Poesía
- Primera versión de la luz, poesía completa 2004- 2024 (Honduras 2025)[10]
- LAR (Costa Rica 2024)
- El tiempo de la crisálida (Honduras 2022)
- Imagen de un segundo (Chile 2022)
- Esta es la historia / Azul Cobalto, Ediciones Mundo Bizarro (Guatemala 2018)
- Eslogan para una bala expansiva, Metáfora (Guatemala 2015)
- Fondo para disco de John Zorn, Editorial Germinal (Costa Rica 2013)
- Soledadbrother (adaptación al teatro a cargo de Luis Carlos Pineda y Josué Sotomayor) Centro Cultural de España en Guatemala y Catafixia Editores
- Raktas 1.ª edición Editorial X (2001), 2.ª edición Editorial Literal y Catafixia Editorial (2013)
- Déjate Caer, Editorial Cultura (2012)
- La resignación y la asfixia, Catafixia Ediciones (2011)
- Soledadbrother & relatos de autodidactas, Editorial Cultura (2003), 2.ª edición Editorial Germinal (Costa Rica 2011), 3.ª edición Public Pervert (México 2013), 4.ª edición Catafixia editorial -Adaptación al teatro por Luis Carlos Pineda- (2013), 3.ª edición Editorial Cultura (2018)
- Postits de luz sucia, Editorial Mata Mata (2009)

Relatos
- La Ciudad de tu Sueño, Suburbano Ediciones (2015).
- (...) y once relatos breves,[11] Editorial X (2000), 2.ª edición Editorial Germinal (2012)

Ensayo
- Biografía de la imaginación (Guatemala 2022)
- La región más invisible, Editorial Cultura (Guatemala 2015)[12]
- Lecturas menores,[13] Editorial Cultura (2008).

Libros objeto
- El lenguaje es la superficie de otro lenguaje (Caja que contiene 3 poemas troquelados en forma de rompecabezas),Proyecto Colloquia (2002).
- Automática 9 milímetros, Proyecto Colloquia (2001)
- Terrorismo moral y ético (Libro objeto en coautoría con Simón Pedroza y Alejandro Marré,Editorial Mundo Bizarro,1999).

Incluido en las siguientes antologías
- Un espejo roto: Antología del nuevo cuento centroamericano (selección Sergio Ramírez), Goethe Institut México (2014).
- Poetas de la Senda (selección Chema Rubio) Selección Natural: Muestra internacional de poesía contemporánea 1958-2013, Ópera Prima, España (2014).
- Puertas Abiertas, antología de poesía centroamericana (Sergio Ramírez compilador), Fondo de Cultura Económica (2011).
- El futuro empezó ayer, Unesco, (2013)
- Ni hermosa ni maldita , Editorial Alfaguara,(2012)
- Microfé: Poesía Guatemalteca Contemporánea. Editorial Catafixia, Guatemala (2012)
- La banda de los corazones sucios, Editorial Baladí, España (2010).
- La banda de los corazones sucios,  Editorial El Cuervo, Bolivia (2010).
- Cuerpo Plural, Editorial Pre-textos, España (2009).
- Los Noveles 33, Revista literaria, Estados Unidos (2009).
- Revista Síbila 26, Revista de poesía y arte, Fundación BVA, España (2008).
- «El futuro no es nuestro», antología de nuevos narradores latinoamericanos organizada por Diego Trelles, Revista Pie de página, Colombia (2008).
- Sin casaca, antología de relatos breves, Centro Cultural de España en Guatemala (2008).
- La venganza del inca, antología de poemas seleccionados por David González, Cangrejo pistolero ediciones, España, (2007)
- A generation defining itself in our own words, Mw Enterprises, Estados Unidos (2005)